# Закон Брандолини
Зако́н Брандоли́ни, также известный как при́нцип асимметри́чности чу́ши — это интернет-выражение, утверждающее что «количество энергии, необходимой для опровержения чуши, на порядок больше, чем требуется для её производства».
Исследователь окружающей среды доктор Фил Уильямсон из Университета Восточной Англии умолял других учёных по возможности опровергать в Интернете ложные сведения о своей работе, несмотря на трудности, связанные с законом Брандолини. Он писал: «Научный процесс не останавливается, когда результаты опубликованы в рецензируемом журнале. Также требуется использовать более широкую коммуникацию, и убедиться что не только информация (включая неопределённости) была понята, но и дезинформация и ошибки, по необходимости были исправлены». Является обоснованием практической необходимости Бритвы Хитченса (бремени доказательства).

## Истоки
Впервые закон был публично сформулирован в январе 2013 года в твиттер итальянским программистом Альберто Брандолини. Его вдохновило чтение книги Даниэля Канемана «Думай медленно… решай быстро» и просмотр итальянского политического ток-шоу с бывшим премьер-министром Сильвио Берлускони и журналистом Марко Травальо.